# 奧克奧克鎮區 (密歇根州)
奧克奧克鎮區（英語：Ocqueoc Township）是位於美國密歇根州普雷斯克艾爾縣的一個行政鎮區。

## 地方資料
奧克奧克鎮區的面積為136.30平方千米，當中陸地面積為135.50平方千米，而水域面積為0.80平方千米。根據2020年美國人口普查的數據，當地共有人口544人，而人口密度為每平方千米3.99人。